# Гаёва (Свердловская область)
Гаёва — деревня в Ирбитском муниципальном образовании Свердловской области, Россия.

## География
Деревня Гаёва «Ирбитского муниципального образования» находится в 5 километрах (по автотрассе в 6 километрах) к востоку-юго-востоку от города Ирбит, на правом берегу протоки Старица реки Ница).

## Население
| 2002 | 2010 | 2021 |
| ---- | ---- | ---- |
| 517  | ↗535 | ↘476 |